# GNU Mach
GNU Mach — реалізація мікроядра Mach, що є мікроядром за замовченням в операційній системі GNU Hurd. GNU Mach працює на апаратній платформі IA-32 (32-розрядні x86-сумісні мікропроцесори й IBM PC-сумісні комп'ютери). Розробку і підтримку GNU Mach здійснює проєкт GNU. Мікроядро розповсюджується на умовах ліцензії GNU GPL.

## Історія
Перші версії GNU Hurd розроблялися для роботи з мікроядром Mach 3.0 від Університету Карнегі-Меллон (CMU).
1994 року CMU зупинив роботу над проєктом Mach, і розробники GNU Hurd вирішили використовувати Mach 4 від Університету Юти. Мікроядро, відоме як GNU Mach, походить від Mach 4, коли Університет Юти припинив розробку. Перший запис у журналі змін (changelog) Mach, зроблений Томасом Бушнеллом (головним автором Hurd), датовано 16 грудня 1996 року.
2002 року Роланд МакГрат створив гілку OSKit-Mach з GNU Mach 1.2, маючи на меті заміну всіх драйверів пристроїв і деяких модулів підтримки апаратного забезпечення на код з проєкту OSKit. Після релізу GNU Mach 1.3 планувалося, що ця гілка стане головною гілкою GNU Mach 2.0; втім, станом на 2006 рік, OSKit-Mach більше не розроблявся через брак активності у самому проєкті OSKit.
Приблизно 2006 року деякі розробники Hurd зробили невдалу спробу замінити Mach на мікроядро Coyotos.
Реліз GNU Mach 1.4 відбувся 27 вересня 2013, одинадцять років після 1.3.

### Список версій
- Версія 1.0: випущена 14 квітня 1997.
- Версія 1.1.1: випущена 12 травня 1997.
- Версія 1.1.2: випущена 10 червня 1997.
- Версія 1.1.3: випущена 12 червня 1997.
- Версія 1.2: випущена 21 червня 1999.
- Версія 1.3: випущена 27 травня 2002 року. Підтримувала розширені сценарії завантаження, жорсткі диски обсягом понад 10 гігабайт, а також покращила роботу з системною консоллю.[7]
- Версія 1.4: випущена 27 вересня 2013.
- Версія 1.5: випущена 10 квітня 2015.
- Версія 1.6: випущена 31 жовтня 2015.
- Версія 1.7: випущена 18 травня 2016.
- Версія 1.8: випущена 18 грудня 2016.